# Madīnat Dumyāṭ al-Jadīdah
Madīnat Dumyāṭ al-Jadīdah es un distrito de la gobernación de Damieta, Egipto. En julio de 2017 tenía una población estimada de 50 393 habitantes.
Se encuentra ubicado al norte del país, junto a la costa del mar Mediterráneo y el ramal del Nilo denominado Damieta, en el delta del Nilo.